# Famille Ahmavaara
Cette page explique l’histoire ou répertorie les différents membres de la famille Ahmavaara.
La famille Ahmavaara est une famille finlandaise qui compte des influenceurs de divers domaines depuis plusieurs générations.

## Origine
L'ancêtre de la famille était l'homme politique Pekka Ahmavaara, dont le père était David Ahma, un agriculteur vivant à Ylitornio.
Pekka Ahmavaara a d'abord utilisé le nom Aulin, dont l'origine n'est pas claire. 
C'est peut-être une distorsion du nom Aula, apparu en Laponie. 
En 1906, il transforme son nom en Ahmavaara.

## Personnalités
- Pekka Ahmavaara, jusqu'en 1906 Aulin (1862–1929), député
  - Arvi Ahmavaara, jusqu'en 1906 Aulin (1886–1957), avocat, député et ministre, fils de Pekka Ahmavaara
    - Eero Ahmavaara (1915-1961), directeur commercial et traducteur, fils d'Arvi Ahmavaara
      - Pekka Arvi Ahmavaara (né en 1944), dirigeant syndical et homme politique finlandais, fils d'Eero Ahmavaara

    - Yrjö Ahmavaara, jusqu'en 1979 Ahmavaara, a également utilisé le nom d'Arvid Aulin (1929–2015) dans ses publications, chercheur multidisciplinaire, fils d'Arvi Ahmavaara

## Pour approfondir